# Merlin's Bridge
Merlin's Bridge är en community i Storbritannien.   Den ligger i kommunen Pembrokeshire och riksdelen Wales, i den södra delen av landet, 300 km väster om huvudstaden London.
Den centrala beyggelsen i Merlin's Bridge är en del av tätorten Haverfordwest.